# Stare Drawsko
Stare Drawsko (Draheim jusqu'en 1945) est une localité polonaise de la gmina mixte de Czaplinek, située dans le powiat de Drawsko en voïvodie de Poméranie-Occidentale. 

## Géographie
Ce village de Poméranie se trouve à 111 km à l'est de Stettin, à 30 km environ de la ville de Drawsko Pomorskie et 5 km au nord de Czaplinek (autrefois « Tempelburg »), sur une langue de terre séparant le lac de Dratzig (côté ouest) du lac de Sareben (aujourd'hui Jezioro Srebrne). Il s'est agrandi autour de la Reichsstraße 124 (actuelle route régionale 163) qui traverse la bourgade du nord au sud. À 5 km au nord se trouve le village de Kluczewo et de l'autre côté du lac de Sareben, celui de Nowe Drawsko.

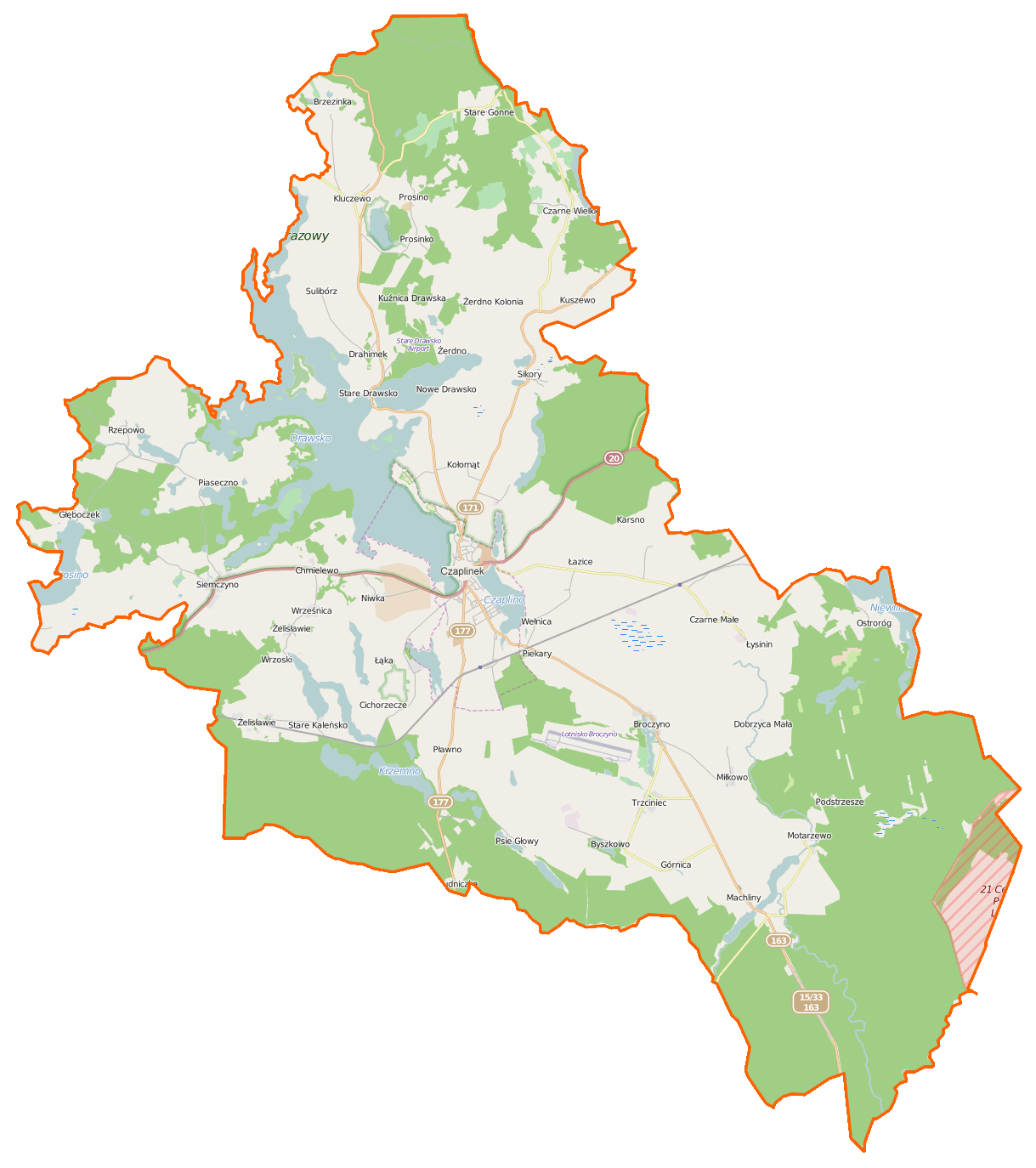
Carte de la gmina de Czaplinek.

## Histoire
Le château de Drahim, datant du XIVe siècle, était une forteresse des Hospitaliers, qui contrôlaient la région frontalière entre la Pologne et la Poméranie. En 1407, des barons bandits allemands et polonais s'emparèrent du château et expulsèrent les chevaliers. Ces derniers en firent le point de départ de leurs brigandages, jusqu'à leur défaite par les bourgeois de Drawsko en 1422. En 1438, les chevaliers teutoniques organisèrent le château afin que la Pologne puisse prendre le contrôle de la région, qu'elle réorganisa sous le nom de Starostwo Drahimskie (Starostie de Drahim), avec Drahim comme capitale, au sein de la Voïvodie de Poznań.
En 1657, le roi Jean II Casimir de Pologne mit en gage la starostie, y compris Drahim, au « Grand Électeur » Frédéric-Guillaume Ier de Brandebourg en échange d'un crédit accordé par le traité de Bromberg. En 1668, Frédéric-Guillaume acquit la starostie comme domaine personnel et confia son administration à un bailli. Lors du premier partage de la Pologne en 1772, Draheim fut rattachée à la région de Brandebourg-Neuemark, au sein du royaume de Prusse. Suite à une réforme administrative, elle fut rattachée à la région de Köslin, dans la province de Poméranie, en 1817. Après la défaite de l'Allemagne nazie en 1945, elle fut rattachée à la Pologne.
De 1725 à 1945, Alt Draheim fait partie de l'arrondissement de Neustettin dans le district de Köslin au sein de la province de Poméranie.